# C.C.リー
C.C.リー（C. C. Lee、本名：李 振昌（リー・ジェンチャン）、1986年10月21日 - ）は、台湾（中華民国）・澎湖県出身のプロ野球選手（投手）。CPBLの中信兄弟所属。

## 経歴

### プロ入り前
2006年11月から12月にかけて開催されたドーハアジア競技大会の野球チャイニーズタイペイ代表に選出された。同大会ではチャイニーズタイペイ代表史上初のアジア競技大会優勝に貢献した。
2008年シーズン途中の8月に開催された北京オリンピックのチャイニーズタイペイ代表に選出された。

### インディアンス時代
2008年9月16日にクリーブランド・インディアンスとマイナー契約を結んだ。
2009年3月に開催された第2回ワールド・ベースボール・クラシック(WBC)のチャイニーズタイペイ代表に選出された。この年はA+級キンストン・インディアンスで45試合に登板し、4勝6敗2セーブ、防御率3.35の成績を挙げた。
2010年はAA級アクロン・エアロズで44試合に登板し、5勝4敗、防御率3.22の成績を挙げた。
2011年はAA級アクロンで23試合に登板し、2勝1敗、防御率2.50の成績を挙げた。6月にAAA級コロンバス・クリッパーズへ昇格。21試合に登板し、4勝0敗1セーブ、防御率2.27だった。
2012年はAAA級コロンバスで5試合に登板し、2勝0敗、防御率2.57という成績を残した。6月にトミー・ジョン手術を行い、残りのシーズンを全休した。オフの11月20日に40人枠入りを果たした。
2013年3月11日にインディアンスと1年契約に合意し、AAA級コロンバスへ異動した。7月12日にメジャー初昇格を果たし、7月14日のカンザスシティ・ロイヤルズ戦でメジャーリーグデビュー。1点ビハインドの5回表から2番手として登板し、1.1回を無安打無失点1四球に抑えた。7月23日にAAA級コロンバスへ降格。9月3日に再昇格した。この年は8試合に登板し、防御率4.15だった。
2014年3月4日にインディアンスと1年契約に合意した。この年は大幅に出番を増やし、37試合に登板してメジャー初勝利となる1勝（1敗）を挙げた。また、28.0イニングで26個の三振を奪い、奪三振率は8.0を超えた。
2015年はAAA級コロンバスで48試合に登板したものの、メジャーでの登板は2試合にとどまった。

### 西武時代
2015年11月20日にインディアンスと埼玉西武ライオンズとの間で保有権譲渡に関して合意がなされ、27日に年俸8,400万円プラス出来高払い（金額は推定）で選手契約に合意し、同日に入団会見が行われ、背番号は54に決まった。
2016年の開幕を一軍で迎え、3月25日のオリックス・バファローズとの開幕戦において同点の8回に4番手で来日初登板し、1回を投げ無失点で初ホールドを記録した。しかし、その後は打たれることが増え、5月に二軍降格が決まった時には田辺徳雄監督や、潮崎哲也ヘッド兼投手コーチから酷評された
。オフの11月1日にウェイバー公示の手続きがなされたことが発表されたが譲渡を希望する球団は無く、11月8日に自由契約公示がなされた。

### 西武退団後
2016年12月23日にコロラド・ロッキーズとマイナー契約を結び、翌年のスプリングトレーニングに招待選手として参加することになった。
2017年は傘下AAA級アルバカーキ・アイソトープスで27試合に登板し、2勝2敗、防御率5.54の成績を挙げた。11月6日にFAとなった。
2018年1月1日にロサンゼルス・ドジャースとマイナー契約を結び、スプリングトレーニングに招待選手として参加することになった。開幕後はAAA級オクラホマシティ・ドジャースに所属していたが、6月2日にCPBLドラフトに参加のためオプトアウトを行使して退団した。

### 中信兄弟時代
2018年7月2日に行われたCPBLのドラフト会議で中信兄弟からドラフト一位で指名を受け入団。背番号は34。入団1年目から守護神として26試合に登板し、防御率1.42を記録した。
2019年は3月29日の富邦ガーディアンズ戦で林益全の打球が右親指に直撃した。骨に異常は無かったが2軍へ降格した。シーズンオフの2019 WBSCプレミア12チャイニーズタイペイ代表に選出されるも、右肩の故障で出場を辞退した。
2020年5月までは防御率が6.28と不安定な投球が続いたが、6月には月間防御率1.80、8セーブと巻き返した。7月27日の統一ライオンズ戦で9回から登板するもリードを守ることが出来ず、チームはシーズン初サヨナラ負けを喫した。2日後の楽天モンキーズ戦では陳俊秀に代打逆転サヨナラホームランを打たれた。最終的には51試合に投げリーグ最多タイとなる23セーブを記録するも、防御率が優った陳韻文が最多セーブ投手を獲得した。
2021年から副キャプテンに就任した。シーズンに入ると自己最多の53試合に登板し24セーブ、防御率2.42をマークした。オフには右肘の骨棘の手術を受けた。

## 投球スタイル
サイドスローから平均92-93mph（約148-150km/h）のツーシームを投げ、稀にフォーシームも投げる。また平均82-83mph（約132-134km/h）のスライダーを武器とする。主にリリーフとして起用され、マイナーリーグでは球速で最速98mph（約158km/h）を記録した。

## 詳細情報

### 年度別投手成績
| 年 度     | 球 団     | 登 板 | 先 発 | 完 投 | 完 封 | 無 四 球 | 勝 利 | 敗 戦 | セ 丨 ブ | ホ 丨 ル ド | 勝 率 | 打 者 | 投 球 回 | 被 安 打 | 被 本 塁 打 | 与 四 球 | 敬 遠 | 与 死 球 | 奪 三 振 | 暴 投 | ボ 丨 ク | 失 点 | 自 責 点 | 防 御 率 | W H I P |
| --------- | --------- | ----- | ----- | ----- | ----- | -------- | ----- | ----- | -------- | ----------- | ----- | ----- | -------- | -------- | ----------- | -------- | ----- | -------- | -------- | ----- | -------- | ----- | -------- | -------- | ------- |
| 2013      | CLE       | 8     | 0     | 0     | 0     | 0        | 0     | 0     | 0        | 1           | ----  | 22    | 4.1      | 4        | 0           | 3        | 0     | 1        | 4        | 0     | 0        | 3     | 2        | 4.15     | 1.62    |
| 2014      | CLE       | 37    | 0     | 0     | 0     | 0        | 1     | 1     | 0        | 4           | .500  | 127   | 28.0     | 30       | 3           | 12       | 1     | 3        | 26       | 3     | 0        | 15    | 14       | 4.50     | 1.50    |
| 2015      | CLE       | 2     | 0     | 0     | 0     | 0        | 0     | 0     | 0        | 0           | ----  | 10    | 1.2      | 4        | 0           | 1        | 0     | 0        | 3        | 0     | 0        | 1     | 1        | 5.40     | 3.00    |
| 2016      | 西武      | 18    | 0     | 0     | 0     | 0        | 0     | 0     | 0        | 1           | ----  | 80    | 16.2     | 25       | 1           | 5        | 0     | 0        | 13       | 3     | 1        | 14    | 12       | 6.48     | 1.80    |
| 2018      | 兄弟      | 26    | 0     | 0     | 0     | 0        | 1     | 0     | 13       | 0           | 1.000 | 101   | 25.1     | 23       | 1           | 5        | 0     | 0        | 22       | 0     | 0        | 4     | 4        | 1.42     | 1.11    |
| 2019      | 兄弟      | 52    | 0     | 0     | 0     | 0        | 3     | 1     | 10       | 2           | .750  | 194   | 50.0     | 42       | 2           | 4        | 2     | 0        | 65       | 3     | 0        | 9     | 7        | 1.26     | 0.92    |
| 2020      | 兄弟      | 51    | 0     | 0     | 0     | 0        | 1     | 4     | 23       | 5           | .200  | 202   | 51.1     | 33       | 6           | 15       | 2     | 2        | 78       | 4     | 0        | 22    | 22       | 3.86     | 0.94    |
| 2021      | 兄弟      | 53    | 0     | 0     | 0     | 0        | 5     | 1     | 24       | 0           | .833  | 206   | 52.0     | 35       | 0           | 18       | 2     | 2        | 60       | 2     | 0        | 14    | 14       | 2.42     | 1.02    |
| 2022      | 兄弟      | 42    | 0     | 0     | 0     | 0        | 2     | 2     | 11       | 8           | .500  | 160   | 40.0     | 35       | 2           | 9        | 0     | 0        | 40       | 3     | 1        | 19    | 14       | 3.15     | 1.10    |
| 2023      | 兄弟      | 11    | 0     | 0     | 0     | 0        | 0     | 1     | 0        | 5           | .000  | 35    | 8.0      | 9        | 2           | 3        | 0     | 1        | 8        | 1     | 0        | 6     | 6        | 6.75     | 1.50    |
| 2024      | 兄弟      | 42    | 0     | 0     | 0     | 0        | 3     | 1     | 0        | 13          | .750  | 178   | 38.1     | 43       | 0           | 20       | 1     | 1        | 27       | 2     | 0        | 22    | 20       | 4.70     | 1.64    |
| MLB：3年  | MLB：3年  | 47    | 0     | 0     | 0     | 0        | 1     | 1     | 0        | 5           | .500  | 159   | 34.0     | 38       | 3           | 16       | 1     | 4        | 33       | 3     | 0        | 19    | 17       | 4.50     | 1.59    |
| NPB：1年  | NPB：1年  | 18    | 0     | 0     | 0     | 0        | 0     | 0     | 0        | 1           | ----  | 80    | 16.2     | 25       | 1           | 5        | 0     | 0        | 13       | 3     | 1        | 14    | 12       | 6.48     | 1.80    |
| CPBL：7年 | CPBL：7年 | 277   | 0     | 0     | 0     | 0        | 15    | 10    | 81       | 35          | .600  | 1076  | 265.0    | 220      | 13          | 78       | 7     | 6        | 300      | 15    | 1        | 96    | 87       | 2.95     | 1.12    |

- 2024年度シーズン終了時
- 各年度の太字はリーグ最高

### 年度別守備成績
| 年 度 | 球 団 | 投手  | 投手  | 投手  | 投手  | 投手  | 投手     |
| 年 度 | 球 団 | 試 合 | 刺 殺 | 補 殺 | 失 策 | 併 殺 | 守 備 率 |
| ----- | ----- | ----- | ----- | ----- | ----- | ----- | -------- |
| 2016  | 西武  | 18    | 1     | 4     | 0     | 0     | 1.000    |
| 2018  | 兄弟  | 26    | 1     | 3     | 1     | 0     | .800     |
| 2019  | 兄弟  | 52    | 4     | 5     | 1     | 2     | .900     |
| 2020  | 兄弟  | 51    | 1     | 2     | 1     | 0     | .750     |
| 2021  | 兄弟  | 53    | 4     | 1     | 0     | 0     | 1.000    |
| 2022  | 兄弟  | 42    | 2     | 2     | 3     | 0     | .571     |
| 2023  | 兄弟  | 11    | 0     | 0     | 0     | 0     | ----     |
| 2024  | 兄弟  | 42    | 3     | 2     | 0     | 0     | 1.000    |
| NPB   | NPB   | 18    | 1     | 4     | 0     | 0     | 1.000    |
| CPBL  | CPBL  | 277   | 15    | 15    | 6     | 2     | .833     |

- 2024年度シーズン終了時

### 記録
初記録
MLB
- 初登板：2013年7月14日、対カンザスシティ・ロイヤルズ戦（プログレッシブ・フィールド）、1回1/3無失点
- 初奪三振：2013年7月22日、対ミネソタ・ツインズ戦（ターゲット・フィールド）、クリート・トーマスから三振
- 初ホールド：2013年9月28日、対ミネソタ・ツインズ戦（プログレッシブ・フィールド）
- 初勝利：2014年9月6日、対シカゴ・ホワイトソックス戦（プログレッシブ・フィールド）10回表に救援登板、2/3回無失点

NPB
- 初登板・初ホールド：2016年3月25日、対オリックス・バファローズ1回戦（西武プリンスドーム）、8回表に4番手で救援登板、1回無失点
- 初奪三振：2016年3月29日、対福岡ソフトバンクホークス1回戦（福岡 ヤフオク!ドーム）、9回裏に吉村裕基から空振り三振

CPBL
- 初登板・初勝利：2018年7月25日、対Lamigoモンキーズ24回戦（台中インターコンチネンタル野球場）、8回表に3番手で救援登板、1回無失点
- 初奪三振：同上、8回表に陳俊秀から三振
- 初セーブ：2018年7月28日、対富邦ガーディアンズ24回戦（新荘体育場野球場）、9回裏に5番手で救援登板、1回無失点

その他の記録
CPBL
- オールスターゲーム出場：3回（2019年、2022年、2024年）

### 背番号
- 12（2009年WBC）
- 20（2013年 - 2015年）
- 54（2016年）
- 34（2018年 - ）

### 登場曲
- 「Rang Wo Liu Zai Ni Shen Bian」陳奕迅（2018年 - ）

### 代表歴
- 2006年アジア競技大会野球チャイニーズタイペイ代表
- 2008年北京オリンピック野球チャイニーズタイペイ代表
- 2009 ワールド・ベースボール・クラシック・チャイニーズタイペイ代表
- 2023 ワールド・ベースボール・クラシック・チャイニーズタイペイ代表